# Shikma Bressler
Shikma Schwartzman-Bressler (en hebreu: שקמה ברסלר; Haifa, 10 de juliol de 1980) és una física israeliana. Investigadora de l'Institut de Ciència Weizmann, figura entre les persones que participen a la investigació de l'accelerador de partícules del CERN a Suïssa com a membre d'ATLAS. També és una activista social i una figura destacada de les protestes de les "Banderes Negres" que tingueren lloc el 2020 contra Benjamin Netanyahu.
Bressler dirigeix un grup de recerca en física al departament de partícules i astrofísica de l'Institut Weizmann i s'ocupa de la investigació sobre el bosó de Higgs.

## Biografia
Shikma Bressler va néixer a Haifa, al si d'una família benestant israeliana. Segona infant entre els quatre fills d'una mare metge i d'un pare que era un treballador sènior a Elbit systems, va créixer al kibbuts Gvat i Timrat. Quan era més jove va jugar a bàsquet a l'equip "Ha'poel Galil Elyon" i a la selecció juvenil d'Israel. Després del seu servei militar, Bressler va passar a jugar al "Ha'poel Haifa". Es va retirar de l'esport després d'haver-se lesionat i començà aleshores els seus estudis al Technion.
Hi va obtenir una llicenciatura, amb menció, en física i matemàtiques, i també hi féu un màster en física l'any 2006 i més endavant el doctorat que acabà l'any 2011. El 2012 es va incorporar a la facultat de l'Institut Weizmann. L'any següent, Bressler va formar a l'Institut un equip encarregat del desenvolupament de detectors i de física de partícules. Aquest grup s'ocupa del desenvolupament de conceptes avançats en el camp dels detectors de radiació. Alhora és una investigadora ben activa a l'accelerador de partícules del CERN a Suïssa, on s'ocupa de recopilar dades del detector d'ATLAS investigant més enllà del model estàndard de la física de partícules. i on és també experta en la investigació sobre el bosó de Higgs
Va tenir dos infants d'un primer casament i, més tard, després de divorciar i tornar a casar-se té ara cinc filles.

## Premis i distincions
- 2016 - Premi Charles Clore de recerca.[6]

- 2020 - Bressler va figurar a la llista de TheMarker de les 100 persones més influents d'Israel i a la llista de la revista Forbes de les 50 dones més influents d'Israel.[7][8]

- 2021 - Premi de Física experimental Nathan Rosen Experimental per a joves físics atorgat per la Societat de Física Israeliana.[9]